# Jadro
Der Jadro ist ein Fluss in Dalmatien, Kroatien, der durch die Kleinstadt Solin fließt.
Seine Quelle befindet sich etwa 7 km nordöstlich der Stadt Split im Mosor-Gebirge und ist eine Karstquelle mit einer Kapazität von 3,5 bis 60 m³/s.
An der Quelle beginnt der Diokletian-Aquädukt, der den Diokletianpalast mit Wasser versorgt hat.
Die Länge des Flusses beträgt nur 4 km, jedoch bietet der Fluss ein sehr reichhaltiges Wasservorkommen für die umliegenden Ortschaften und er versorgt somit auch die Orte Split, Kaštela und Trogir mit Wasser. Die Menschen aus Solin nennen den Fluss auch "Solinska rika".
Der Fluss ist die Heimat der gefährdeten Forellenunterart Jadra (Salmothymus obtusirostris salonitana).